# Pieni Rautjärvi
Pieni Rautjärvi är en sjö i kommunen Parikkala i landskapet Södra Karelen i Finland. Sjön ligger 74,4 meter över havet. Den är 10,64 meter djup. Arean är 5,6 kvadratkilometer och strandlinjen är 25,91 kilometer lång. Sjön  ingår i Hiitolanjokis huvudavrinningsområde.   Den ligger omkring 110 km nordöst om Villmanstrand och omkring 310 km nordöst om Helsingfors. 
I sjön finns öarna Kanisaari, Nuottasaari, Kusiaissaari och Ollinsaari. Väster om Pieni Rautjärvi ligger Akonpohja och Saari.